# Bitwa pod Hohenmölsen
Bitwa pod Hohenmölsen (zwana bitwą nad rzeką Białą Elsterą) – starcie zbrojne, które miało miejsce 15 października 1080 r.
W bitwie tej oddziały saskie Rudolfa prowadzone przez zaprawionego w walkach Ottona z Northeim pokonały siły króla Henryka IV, który zmuszony był uciekać z pola walki. W walce śmierć poniósł jednak antykról Rudolf, który otrzymał cios włócznią. Oprócz tego zadano mu ranę, którą uznano za przejaw Sądu Bożego. Stracił bowiem prawą rękę, którą składał przysięgę na wierność Henrykowi, którego później zdradził.

## Przed bitwą
W lutym 1076 r. Papież Grzegorz VII rzucił klątwę kościelną na króla Henryka IV. Na zebraniu książąt w Tryburze uchwalono więc, że jeśli Henryk w przeciągu roku nie zmaże z siebie winy zostanie zdetronizowany. Marsz na Canossę w styczniu 1077 r. przyniósł pożądany skutek, nie powstrzymał jednak przeciwników króla przed wybraniem na nowego władcę Rudolfa von Rheinfelden (księcia Szwabii) w dniu 15 marca. W czerwcu tego roku Henryk zwrócił się do swojego przeciwnika z pretensjami do tronu, w listopadzie ponownie został obłożony klątwą przez papieża. 

## Starcie
Po kilku wcześniejszych bitwach (Bitwa pod Mellrichstadt dnia 7 sierpnia 1076 r., Bitwa pod Flarchheim dnia 27 stycznia 1080) wygranych przez Rudolfa obaj przeciwnicy spotkali się w dniu 15 października 1080 w okolicach miejscowości Hohenmölsen. Początkowo miejscem bitwy były bagniska koło Grunau, później walki przeniosły się w kierunku rzeki Białej Elstery. Walki zakończyły się zwycięstwem wojsk Rudolfa a Henryk zmuszony został wycofać się do Naumberga. 
Dzień po bitwie klęska zamieniła się niespodziewanie dla Henryka w zwycięstwo. Rudolf w trakcie walki odniósł ranę w podbrzusze, stracił także prawą rękę. Rany okazały się śmiertelne, a Rudolf pochowany został w katedrze w Merseburgu.

## Podsumowanie
Henryk IV na wieść o śmierci Rudolfa zebrał swoją armię i ruszył w kierunku zamków zajętych przez wojska swojego przeciwnika. Po krótkim oblężeniu zdobył i spalił zamki w Teuchern, Hohenmölsen, Gruanau i Pegau. Śmierć Rudolfa dodatkowo wykorzystał on propagandowo, twierdząc że była ona karą bożą za próby osłabienia opozycji szlacheckiej. 
3 lata później w roku 1083 Henryk zdecydował się zaatakować Rzym, rok później wjechał do miasta gdzie 31 marca 1084 r. koronował się na cesarza.